# Xyris asperula
Xyris asperula är en gräsväxtart som beskrevs av Carl Friedrich Philipp von Martius. Xyris asperula ingår i släktet Xyris och familjen Xyridaceae. Inga underarter finns listade i Catalogue of Life.